# 宮島郵便局
宮島郵便局（みやじまゆうびんきょく）は、広島県廿日市市の厳島（宮島）にある郵便局。民営化前の分類では無集配特定郵便局であった。

## 沿革
- 1872年（明治5年）旧1月 - 宮島郵便取扱所として開設[1]。
- 1875年（明治8年）1月1日 - 宮島郵便局（五等）となる。
- 1877年（明治10年）8月 - 厳島（いつくしま）郵便局に改称。
- 1887年（明治20年）12月1日 - 貯金取扱を開始。
- 1891年（明治24年）2月16日 - 為替取扱を開始。
- 1897年（明治30年）1月21日 - 厳島郵便電信局となる。
- 1903年（明治36年）4月1日 - 通信官署官制の施行に伴い厳島郵便局となる。
- 1950年（昭和25年）11月3日 - 宮島郵便局に改称[2]。
- 1995年（平成7年）9月4日 - 大野郵便局に集配業務を移管すると共に、普通郵便局から特定郵便局に局種別改定。
- 2007年（平成19年）10月1日 - 民営化。
- 2012年（平成24年）10月1日 - 日本郵便株式会社発足。

## 取扱内容
- 郵便、印紙、ゆうパック、内容証明
- 貯金、為替、振替、振込、国際送金、国債
- 生命保険、バイク自賠責保険
- ゆうちょ銀行ATM

## 周辺
- 厳島
- 厳島神社
- 廿日市市役所宮島支所
- 宮島水族館
- 宮島歴史民俗資料館

## アクセス
- 厳島港（宮島桟橋）から徒歩約5分